# Коваленко, Александр Елисеевич
Александр Елисеевич Коваленко (13 сентября 1953 — 10 декабря 2021) — советский и российский учёный-биолог, миколог, член-корреспондент РАН (2016).

## Биография
Родился 13 сентября 1953 года.
В 1975 году — с отличием окончил кафедру ботаники биологического факультета Кубанского государственного университета (тема дипломной работы: «Агариковые грибы Северного лесничества Кавказского заповедника»), где затем работал лаборантом.
С 1976 по 1980 годы — аспирантура Ботанического института имени В. Л. Комарова.
В 1981 году защитил кандидатскую диссертацию, тема: «Грибы пор. Agaricales s.l. горных лесов Северо-Западного Кавказа» (научный руководитель — Б. П. Васильков).
В 2006 году защитил докторскую диссертацию, тема: «Гигрофоровые грибы (порядок Hygrophorales, Basidiomycota): видовой состав в России, филогенез, система».
С 1981 года работал в Ботаническом институте имени В. Л. Комарова, где с 1986 года заведует лабораторией систематики и географии грибов, а с 2002 по 2018 годы — являлся заместителем директора по научной работе.
В 2016 году избран членом-корреспондентом РАН.
Скончался 10 декабря 2021 года. Похоронен в Санкт-Петербурге на Малоохтинском кладбище.

## Научная деятельность
Специалист в области микологии.
Область научных интересов: биоразнообразие, систематика, экология, эволюция и филогения агарикоидных базидиомицетов; микоценология: видовое разнообразие и пространственная структура сообществ эктомикоризных грибов. Наибольшее внимание сосредоточено на изучении грибов сем. Hygrophoraceae, в том числе с использованием молекулярных методов (секвенирование 18S, 25S и ITS областей рибосомальной ДНК).
Автор 164 научных работ, из них 12 индивидуальных и коллективных монографий, 29 статей в журналах.
В качестве специалиста-миколога в 1991 году выступил с комментариями в передаче «Пятое колесо» на тему «Ленин — гриб».

### Научно-организационная деятельность
- главный редактор журнала «Микология и фитопатология» (с 2012 года)
- член Совета Русского ботанического общества (РБО)
- председатель Комиссии по изучению макромицетов микологической секции Русского ботанического общества
- сопредседатель Секции экологии грибов Национальной академии микологии
- официальный представитель от России и член исполнительного комитета Европейского Совета по охране грибов
- официальный представитель от России в Совете Европейской микологической ассоциации
- член Совета по экологии при СПбНЦ РАН
- сопредседатель Санкт-Петербургского микологического общества
- участник многих научных конференций.
- член редколлегий международных журналов «Mycological progress» (Германия) и «Acta mycologica» (Польша)
- член редакционного совета «Украинского ботанического журнала»
- член редколлегий нескольких книжных серий
- ответственный редактор ряда монографий.